# Калишта
Калишта (мкд. Калишта) су насеље у Северној Македонији, у крајње западном делу државе. Калишта припадају општини Струга.
У јужном делу села налази се Манастир Калишта.

## Географија
Насеље Калишта је смештено у крајње западном делу Северне Македоније, близу државне границе са Албанијом (7 km јужно од насеља)]. Од најближег града, Струге, насеље је удаљено 5 km југозападно.
Калишта се налазе у историјској области Охридски крај, која обухвата приобаље Охридског језера. Насеље је смештено на северозападној страни језера. Југозападно од насеља издиже се планина Јабланица, док се северно пружа Струшко поље. Надморска висина насеља је приближно 690 метара.
Клима у насељу, и поред знатне надморске висине, има жупне одлике, па је пре умерено континентална него планинска.

## Становништво
Калишта су према последњем попису из 2002. године имала 1.178 становника. 
Већину становништва насеља чине Албанци (92%), а у мањини су етнички Македонци (8%).
Претежна вероисповест је ислам, а мањинска је православље.